# San Pierio
Pierio (Alessandria d'Egitto, III secolo – Roma, 310) è stato un filosofo e presbitero greco antico; fu a capo della Scuola catechetica di Alessandria alla fine del III secolo; è venerato come santo da tutte le chiese che ammettono il culto dei santi.

## Vita
Studente alla Scuola catechetica di Alessandria, vi rimase come insegnante e successivamente come direttore dopo Teognosto (282). Sacerdote, fu contemporaneo del vescovo di Alessandria Teona. Ebbe il carisma di essere molto chiaro e istruttivo per il popolo con le sue omelie, tanto che gli venne dato l'appellativo di "Origene il Giovane". Fu il maestro di san Panfilo.
All'inizio del IV secolo riuscì a scampare alla persecuzione ordinata da Diocleziano. Terminata la persecuzione, si trasferì a Roma, dove visse gli ultimi anni della sua vita. Le sue più grandi virtù furono la povertà, la temperanza e la grande capacità oratoria.

## Opere
Esperto di dialettica e retorica, pubblicò molti trattati su diversi argomenti. Fozio di Costantinopoli notò la ricchezza dell'argomentazione, e ne elogiò lo stile uniforme, chiaro e duttile. 
Pierio scrisse vari trattati di teologia e filosofia, fra cui una raccolta di dodici sermoni, di cui uno sulla Madonna, uno sul Vangelo di Luca, uno sulla Pasqua; due brevi trattati sul profeta Osea e su Ester; un'elegia su San Panfilo, che fu suo discepolo. Sono conservati solo i titoli delle sue opere e dei suoi discorsi.

Pierio sostenne le teorie di Origene, quali la subordinazione dello Spirito Santo al Padre e al Figlio e la salvezza universale. 
Eusebio di Cesarea lo menziona nella  Storia ecclesiastica.

San Girolamo, nella sua opera De viris illustribus, gli dedica il 76º capitolo.

Fozio di Costantinopoli lo cita nel 119° canone della Biblioteca.

Il suo nome è inserito nel X volume della Patrologia Graeca.

## Culto
Il Martirologio romano fissa la memoria liturgica il 4 novembre.
La Chiesa copta fissa la memoria liturgica il 29 novembre.